# 康尼島
康尼島，又译科尼島，是位於美國紐約市布魯克林區的半島，原本為一座海島，其面向大西洋的海灘是美國知名的休閒娛樂區域。居民大多集中位於半島的西側，約有六萬人左右，範圍西至希捷社區，東至布萊登海灘和曼哈頓海灘，而北至葛瑞福山德社區。
二十世紀前葉在美國極為知名的太空星際樂園即是以康尼島作為主要的腹地，該樂園在二次大戰後開始衰退，並持續荒廢了許久。在最近幾年，康尼島因為凱斯班公園的開幕而重新繁榮起來，凱斯班公園是職棒小聯盟球隊布魯克林旋風的主要球場。旋風隊在當地十分受到歡迎，每季開賽時都會吸引許多球迷到場觀戰。

## 地理
康尼島是長島最南端的一片沙洲，約長四英里、寬一點五英里。該地原本是一個海島，與布魯克林區之間是完全分開的，兩地之間相隔康尼島海灣，但海灣的一部份已經嚴重淤沙。在二十世紀初原本有計劃要將海灣的淤積清除，並截彎取直建造成運河，但之後這項計劃被放棄，並為了建造環城公路（Belt Parkway）而在二戰前將海灣填滿。

## 歷史

### 名稱
康尼島的海灘面向南方，和其他長島沿岸的海灘比起來，島上一整天都有陽光普照。因此美國原住民稱此區域為 Narrioch，即為「沒有陰影的島嶼」之意。

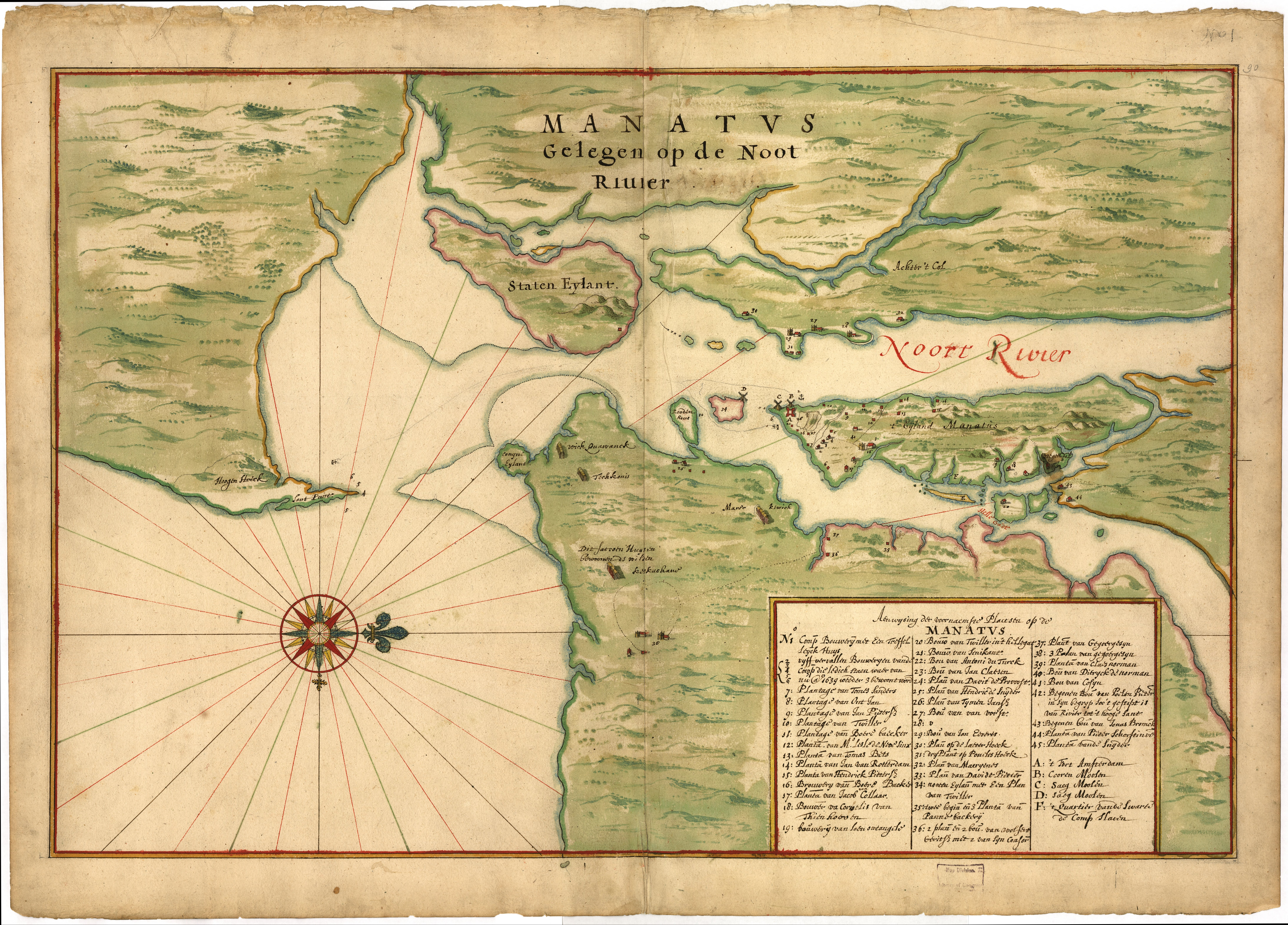
喬漢納斯·芬格柏恩所繪製的地圖上，以荷蘭語標出島嶼名稱

島嶼的荷蘭語名稱為 Conyne Eylandt，以現代的荷蘭語拼字方法寫為 Konijn Eiland（兔子島）。這個名稱是在由喬漢納斯·芬格柏恩（Johannes Vingboon）於1639年所繪製的新荷蘭地圖上被發現（紐約和紐約州原本是荷蘭的殖民地，當時分別稱為新荷蘭和新阿姆斯特丹）。在當時康尼島上有許多兔子，直到渡假設施開始興建之前，狩獵兔子一直是島上很普遍的活動。

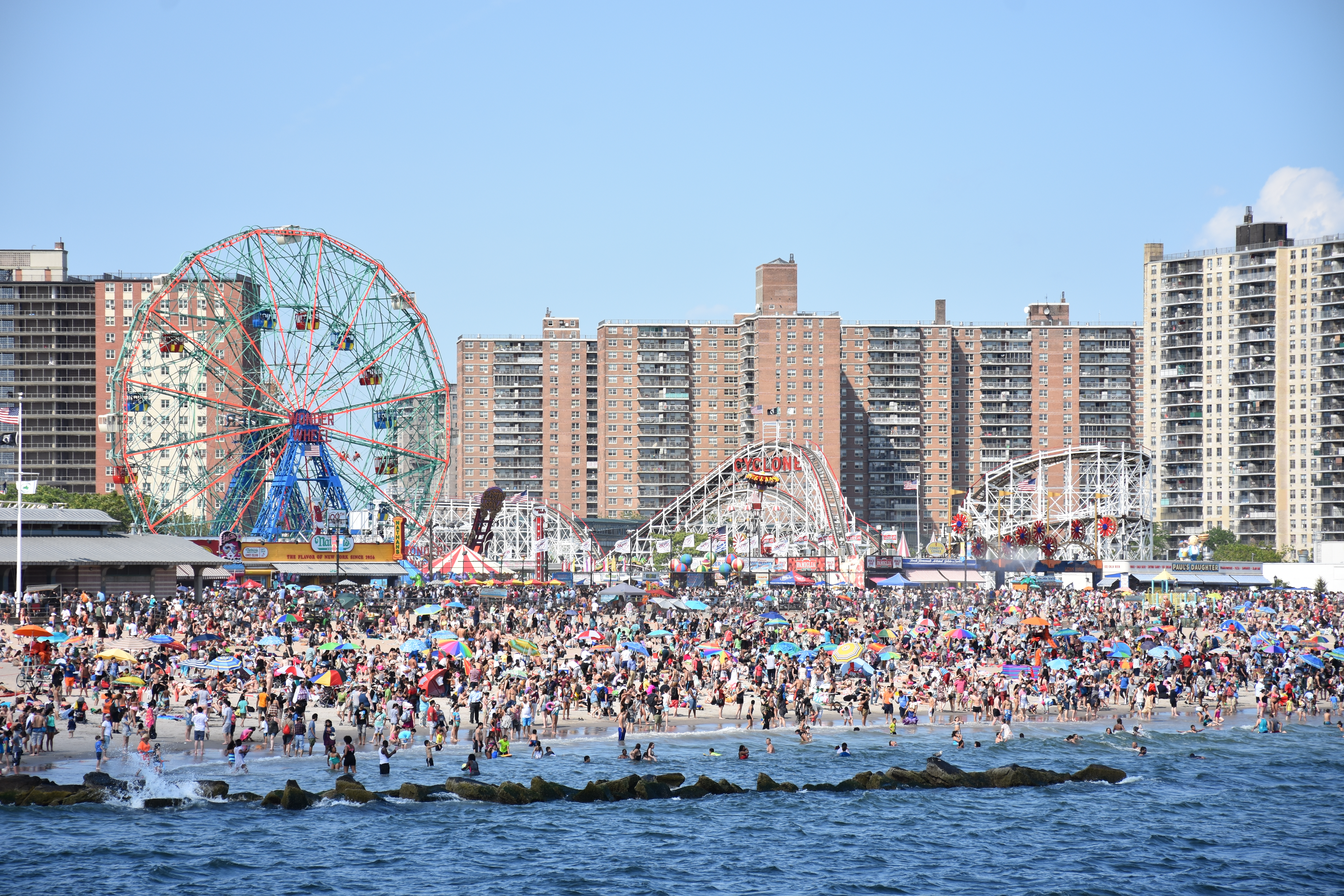
2016年6月的康尼島沙灘

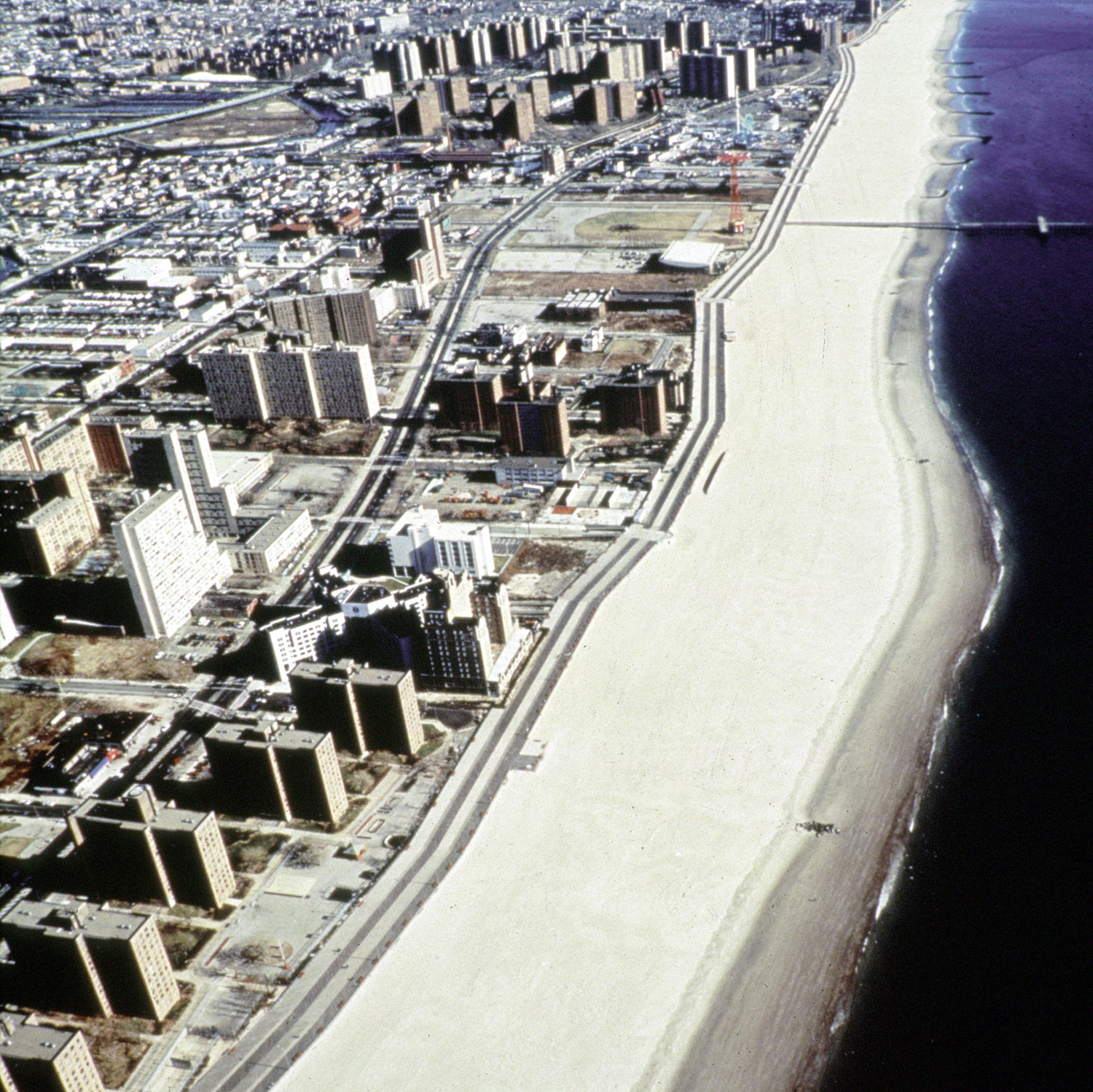
康尼島上的沙灘

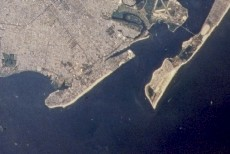
康尼島的空中俯瞰圖，位於圖中左側，照片由美國太空總署拍攝。而右方的半島則是「洛克威半島」

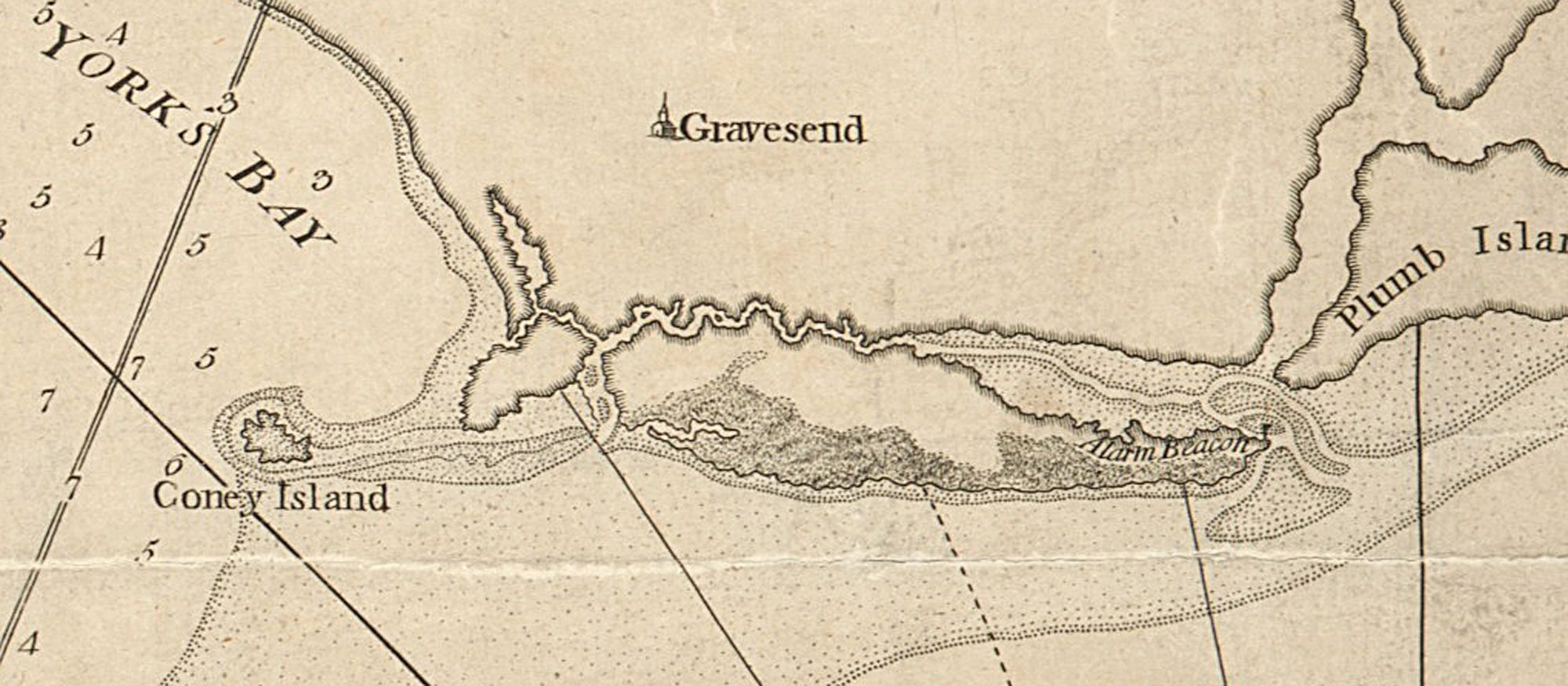
1776年尚未與布魯克林連接之康尼島地圖

一般認為英語的島名 Coney Island 是轉換自荷蘭名稱 Konijn Eiland。「Coney」在古代的英語方言中為兔子之意，這個詞是來自古法語（Conil），而古法語的詞又是來自拉丁文中的 cuniculus（地道）一字。最早在1690年的地圖上，科尼島被寫作 Conney Isle，直到1733年才開始使用 Coney Island 這樣現代的拼字方式。
雖然康尼島的名稱和英語字源可以從十七世紀的地圖追溯至今，並且所有的名稱在現代英語中都為「兔子島」之意，但也有人認為這個名稱有著其他的來源。一部份人聲稱早期的開拓者看到島上形狀類似圓錐（cone）的山丘，而將島嶼取名為「Coney」。其他人則認為愛爾蘭船長彼得·歐康諾爾（Peter O'Connor）在1700年代以一座愛爾蘭的島嶼來命名康尼島。此外，某些人則推測康尼島名稱的起源來自於曾居住在島上的印地安族群。更有人認為是以亨利·哈得遜（Henry Hudson）的重要助手約翰·科曼（John Coleman）命名，他在島上被印地安人殺害。大部分這些說法都能在美國公共電視網站上的一篇文章 （页面存档备份，存于）中找到。

### 渡假區

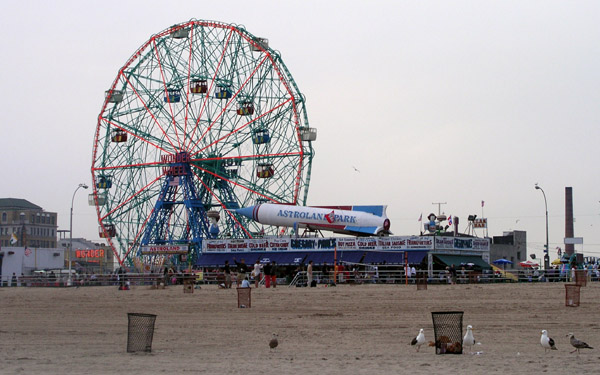
在康尼島海灘上的摩天輪和星際太空樂園

康尼島在美國南北戰爭後被開發成為一個渡假區。1860至1870年代之間，鐵路運輸的範圍到達科尼島，同時渡輪航線也跟著開通，因此島上開始建設大型飯店和公眾及私人海灘，接著賽馬場、遊樂園等娛樂設施相繼設立，賭場、色情行業也開始進駐康尼島。
接著在二十世紀初期，蒸汽鐵路開始電氣化，並經由布魯克林大橋連結到曼哈頓地區。康尼島的很快的從渡假區發展成為紐約人交通方便的一日來回避暑勝地。
康尼島上的第一座旋轉木馬是在1876年由一位丹麥木雕師傅傅查里斯·魯弗建造，位於第六西街和衝浪大道的溫德威爾（Vandeveer's）大眾浴場。這座浴場之後改名為巴莫亭（Balmer's Pavilion）。這項遊樂設施是由兩排手工雕刻的木馬和動物組成，在月台上有安裝供遊客休息的小椅子。旋轉木馬是使用煤油燈裝飾（愛迪生三年後才發明出電燈，也就是在1879年）。旋轉木馬的配樂是由一位鼓手和長笛手現場伴奏。此外旋轉木馬外圍吊掛了一圈小型的金屬環圈，搭乘者可以伸手抓取。帳篷式的屋頂可以保護旋轉木馬不受天氣影響。當時搭乘一次的費用為五美分。
知名的熱狗店「納森」（Nathan's）於1916年在康尼島開幕，並很快就成為島上的地標。開幕以來，每年的7月4日商店會舉辦納森吃熱狗大賽，而近幾年來這項比賽開始受到廣泛的關注，並被許多國際電視媒體報導。自2001年起，比賽每年的冠軍都是來自日本的小林尊。
在1915年，紐約曼哈頓運輸公司海灘線（BMT Sea Beach Line）升級成地下鐵路線，通往島上的各項道路建設也漸趨完備。1919年，匯集了所有地下鐵路線的新西區車站（New West End Terminal）啟用，康尼島進入最繁榮的年代。

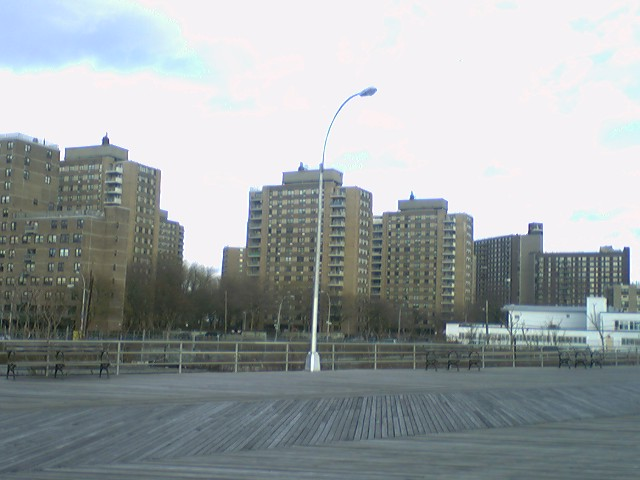
康尼島上的低收入住宅區

二次世界大戰後，接連而來的狀況讓康尼島的榮景漸漸消退。冷氣的出現降低了避暑的需求，許多電影院也裝設了空調，提供了紐約市民一個新的去處。而汽車的普及讓許多人轉而前往較不擁擠且更吸引人的長島。這些因素都讓康尼島的吸引力開始降低。經營了四十多年的月神樂園在一連串的火災後於1946年歇業。隨後在1950年代康尼島上的街頭幫派問題開始浮現，造成部份家長不願意讓他們的孩子來到康尼島遊玩。街頭治安的問題對於前往海灘的遊客較無影響，但卻讓遊樂園和商店的業績下滑，而這些正是科尼島上的主要經濟來源。在1964年，島上最後一間大型遊樂園「越野障礙賽馬樂園」（Steeplechase Park）關閉。
建築師，同時身兼紐約市公園與娛樂設施委員的羅伯·摩斯（Robert Moses），以行動來反對康尼島上「庸俗的」（tawdry）的娛樂，也反對建立新的遊樂設施。他在島上推動了大型的中低收入戶住宅計劃，在原是遊樂設施的地方建造起公寓住宅，此外並在「夢想樂園」的原址上興建水族館。計劃實行後，康尼島上可建造傳統娛樂設施的土地減少許多。

## 交通運輸

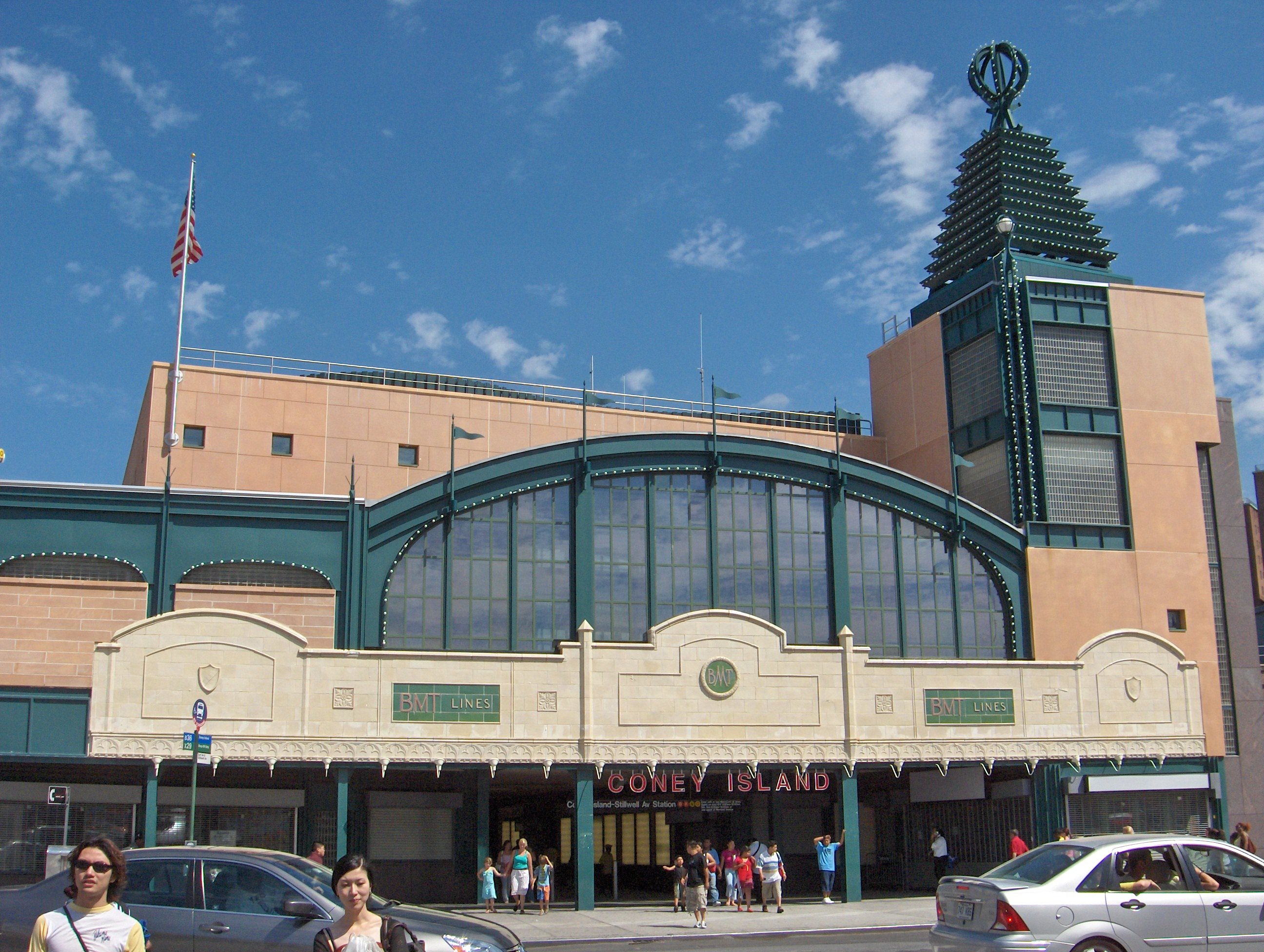
康尼島-斯提威爾大道地鐵站

康尼島的主要地鐵站是康尼島-斯提威爾大道，紐約地鐵的D、F、N和Q線皆行經此處。該站是北美洲最大的高架捷運車站，共有八條軌道和四條線路在此站服務。
在車站下方有一個公車站。在此站發車的公車包括B68往展望公园、B74經Mermaid大道往位於西37街的康尼島-海洋門（Coney Island-Sea Gate），和往小星城（Starrett City）的B82。B36從位於西37街的康尼島-海洋門至位於羊頭灣碼頭U大道的Nostrand大道。X82提供了往曼哈頓的快速巴士服務。
從北至南，在康尼島地區的三條主要大道為Neptune大道、Mermaid大道，和Surf大道。大道之間的街道皆依照數字進行編號，並在號碼前冠上「西」（W）來辨識，從西1街到西37街。

## 資料來源
1. ↑  Joan Vinckeboons (Johannes Vingboon), "Manatvs gelegen op de Noot Riuier", 1639.  Coney Island is labelled "Conyne Eylandt". Image of Vinckeboons map at Library of Congress. Archive.today的存檔，存档日期2012-12-13
2. ↑  Robert Morden, "A Map of ye English Empire in the Continent of America", 1690. Coney Island is labelled "Conney Isle". Image of Morden map at SUNY Stony Brook. （页面存档备份，存于）
3. ↑  Henry Popple, "A Map of the British Empire in America", Sheet 12, 1733. Coney Island is labelled "Coney Island".  Image of Popple Map can be found at David Rumsey Map Collection 的存檔，存档日期2007-04-16.
4. ↑  參見前文中提供的地圖。

## 外部連結
- 官方网站